# Radiogrammitis hirtiformis
Radiogrammitis hirtiformis är en stensöteväxtart som först beskrevs av Eduard Rosenstock, och fick sitt nu gällande namn av Barbara S. Parris. Radiogrammitis hirtiformis ingår i släktet Radiogrammitis och familjen Polypodiaceae. Inga underarter finns listade.